# Hiaure
Hiaure (Fries: De Lytse Jouwer, [dəlitsə’jɔ.ṷər]) is een terpdorp in de gemeente Noardeast-Fryslân, in de Nederlandse provincie Friesland. Hiaure ligt ten noordwesten van Dokkum, ten zuidoosten van Brantgum en ten zuiden van Hantum. Het dorp ligt aan de Hantumerweg ten oosten van de Hantumervaart. In 2023 telde het dorp 65 inwoners. De dorpen Hiaure, Hantum, Hantumeruitburen en Hantumhuizen worden samen de 4H-dorpen genoemd en vormen een gezamenlijke gemeenschap.

## Geschiedenis
Wanneer het dorp en de terp precies zijn ontstaan is onduidelijk. De vorm van de terp doet denken aan de terpen van voor de christelijke jaartelling, maar de hoogte doet dan weer vermoeden dat deze van later datum is. De terp zou dan ergens in de vroege middeleeuwen zijn opgeworpen, voor de 11e eeuw. De terp is eeuwenlang dun bewoond geweest, pas in de 19e eeuw groeide het dorp wat. Van de ringweg of radiale paden van de terp zijn geen sporen meer te vinden. 
Rond 1230 wordt er de plaats de Jeure vermeld in een Latijnse bron. Het onduidelijk of daarmee Hiaure werd bedoeld. In 1459 werd de plaats in ieder geval vermeld als Hiouren, in 1488 als upper Hyowr, in 1505 als Hyauwre, in 1511 als op ter Jouwer en in 1664 als Op de Jouwere. De betekenis van de plaatsnaam is onduidelijk. Etymologen opperen dat het is afgeleid van de veldnaam die naar de haver (hjouwer) verwijst, of dat verwijst naar de oever waarbij het is ontstaan of juist een oudere maar gereconstrueerde waternaam Gebharô (de uitstekende). De toevoeging 'Lytse' (kleine) is een toevoeging ter onderscheiding van de grotere plaats Joure.
Tot 1984 behoorde Hiaure tot gemeente Westdongeradeel. Van 1984 tot 2019 lag het in gemeente Dongeradeel, waarna deze opging in de nieuwe gemeente Noardeast-Fryslân.

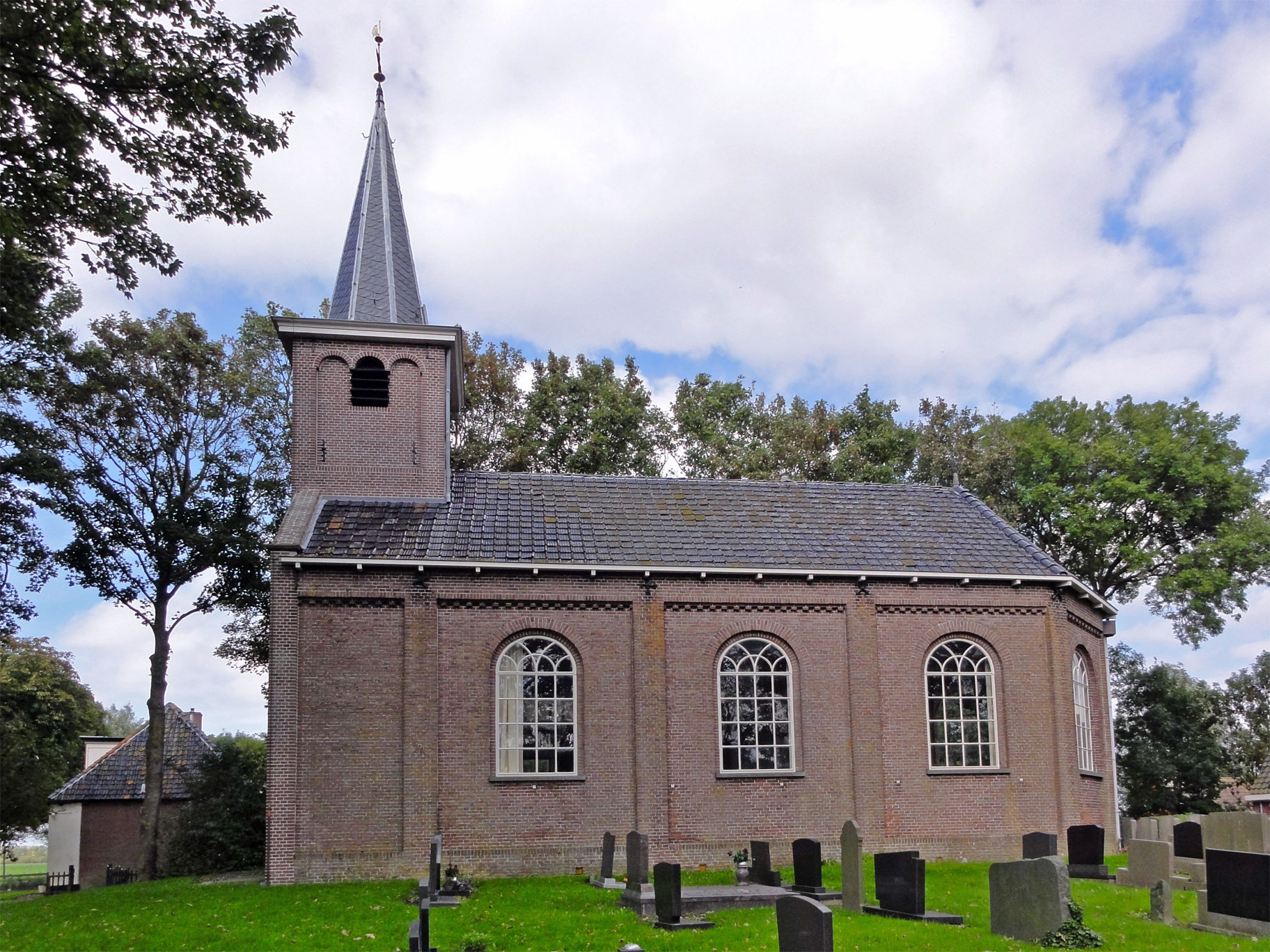
De kerk van Hiaure anno 2010

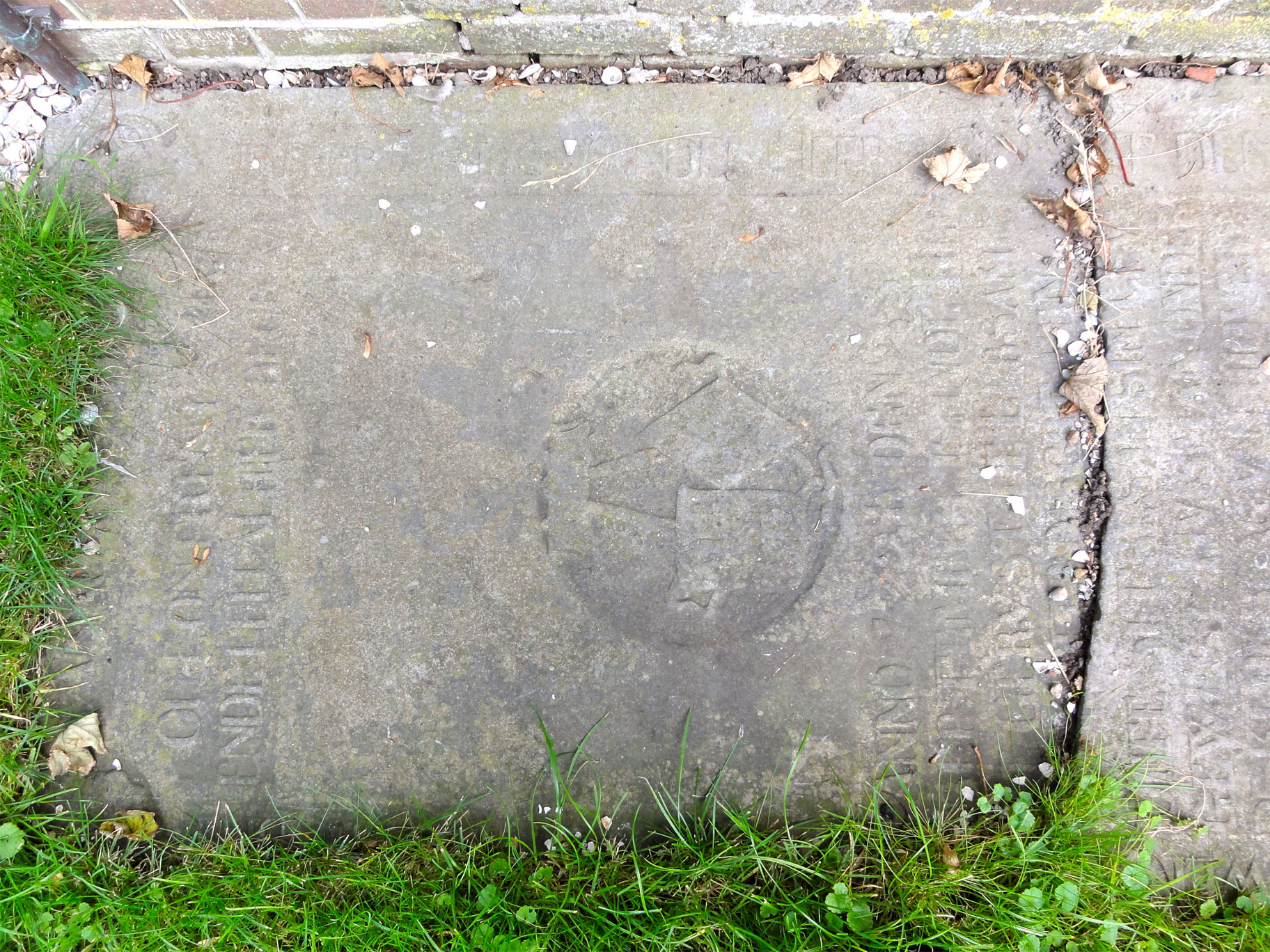
Oude grafzerk

## Kerk
De kerk van Hiaure staat op een terp. De middeleeuwse kerk van tufsteen werd in 1869 vervanger door een nieuwe kerk omdat de oude kerk in slechte staat was. De kerk heeft een ingebouwde kerktoren met ingesnoerde spits met een mogelijk een 15e-eeuwse klok erin.
Op enige afstand staat de rest van de bewoning van het dorp. De klokkenstoel (en twee zerken) en terp zijn de enige rijksmonumenten van Hiaure.

## Sport
Het dorp Hiaure heeft zelf geeft geen grote sportverenigingen maar in Hantum liggen de kaatsvereniging De Kletsers en korfbalvereniging DTL..

## Cultuur
Het dorpshuis van de 4H-dorpen staat in Hantum en heet d'Ald Skoalle. In Hantum is er een toneelvereniging It Hantumer Ploechje en een gezamenlijke zangkoor SOS Gelegenheidskoar Rûm Sop.

## Onderwijs
Het dorp is net als de andere 4H-dorpen voor het onderwijs aangewezen op de basisschool de Fjouwerhoeke in de buurtschap Hantumerhoek.
Steden, dorpen en gehuchten: Aalsum · Anjum · Augsbuurt · Birdaard · Blija · Bornwird · Brantgum · Burum · Dokkum · Ee · Engwierum · Ferwerd · Foudgum · Genum · Hallum · Hantum · Hantumeruitburen · Hantumhuizen · Hiaure · Hogebeintum · Holwerd · Janum · Jislum · Jouswier · Kollum · Kollumerpomp · Kollumerzwaag · Lichtaard · Lioessens · Marrum · Metslawier · Munnekezijl · Moddergat · Morra · Nes · Niawier · Oosternijkerk · Oostmahorn · Oostrum · Oudwoude · Paesens · Raard · Reitsum · Ternaard · Triemen · Veenklooster · Waaxens · Wanswerd · Warfstermolen · Westergeest · Wetsens · Wierum · Zwagerbosch

Buurtschappen: Abbewier · Bartlehiem (deels) · Beintemahuis · Betterwird · Bollingawier · Bonte Hond · Bornwirdhuizen · Boteburen · Brandeburen · De Dellen · De Keegen · De Kolk · De Leegte · De Rijp · De Wirden · De Schans · Dijkshorne · Dokkumer Nieuwe Zijlen · Drieboerehuizen · Ezumazijl · Groot Medhuizen · Halfweg · Hallumerhoek · Hanenburg · Hantumerhoek · Huis ter Noord · Kettingwier · Klein Medhuizen · Kletterbuurt · Kollumeroudzijl · Krabburen · Laagland · Lutkewier · Molenbuurt · Nieuwland · Oudeterp · Oudwouderzijlen · Reidswal · Scharnehuizen · Stiem · Teerd · Teijeburen · Tergracht (deels) · Ter Lune · Tibma · Tilburen · Tiltjeburen · Vaardeburen · Veldburen · Vijfhuizen (Hallum) · Vijfhuizen (Ternaard) · Visbuurt · Weerdeburen · Westerburen · Westernijkerk · Wie · Wijgeest · Zevenhuizen

Streken: 't Schoor · Galilea · It Paradyske · Lutkelaard · Sibrandahuis · Steenharst · Steenvak · Wildpad (deels) · Zandbulten · Zwagerveen

Friesland: Steden en dorpen      Nederland: Provincies · Gemeenten